# Viktor Sanikidze
Viktor Sanikidze (né le 1er avril 1986, à Tbilissi, en Géorgie soviétique) est un joueur géorgien de basket-ball. Il joue aux postes d'ailier et d'ailier fort.

## Biographie
Viktor Sanikidze commence sa carrière dans les équipes de jeunes à l'Academie Tbilissi. Lors de la saison 2001-2002, il part aux États-Unis au Globe Tech Junior College à New York. La saison suivante, il retourne à l'Academie Tbilissi.
En 2003, Sanikidze rejoint la JDA Dijon, participant notamment à la finale de l'EuroCup Challenge en 2004. Il dispute trois saisons en France (2003-2004, 2004-2005 et 2005-2006).
Viktor Sanikidze passe deux années en Liga ACB dans le club d'Estudiantes Madrid, cependant, il ne dispute pas un seul match lors de la saison 2007-2008 pour cause de blessures.
Lors de la saison 2008-2009, il rejoint l'équipe de Tartu Rock en Estonie et en Ligue baltique. D'août 2009 à juillet 2012, il évolue dans l'équipe de la Virtus Bologne avant de rejoindre le Montepaschi Siena.
Il joue ensuite au CAI Zaragoza et signe en juillet 2014 un contrat d'un an avec l'UNICS Kazan.

### NBA
Sanikidze est sélectionné au 42e rang de la draft 2004 par les Atlanta Hawks, ses droits étant immédiatement transférés aux San Antonio Spurs contre un deuxième tour de draft 2005 et une somme d'argent. Les Spurs détiennent toujours des droits sur lui, mais le laisse jouer en Europe. En juillet 2007, Sanikidze dispute la ligue d'été avec les Spurs,.

### Équipe nationale
Sanikidze est membre de l'équipe nationale de Géorgie, participant aux Championnats d'Europe de basket-ball 2011 et 2013.